# 馬德里塞拉山
46°57′34″N 9°59′10″E / 46.95944°N 9.98611°E

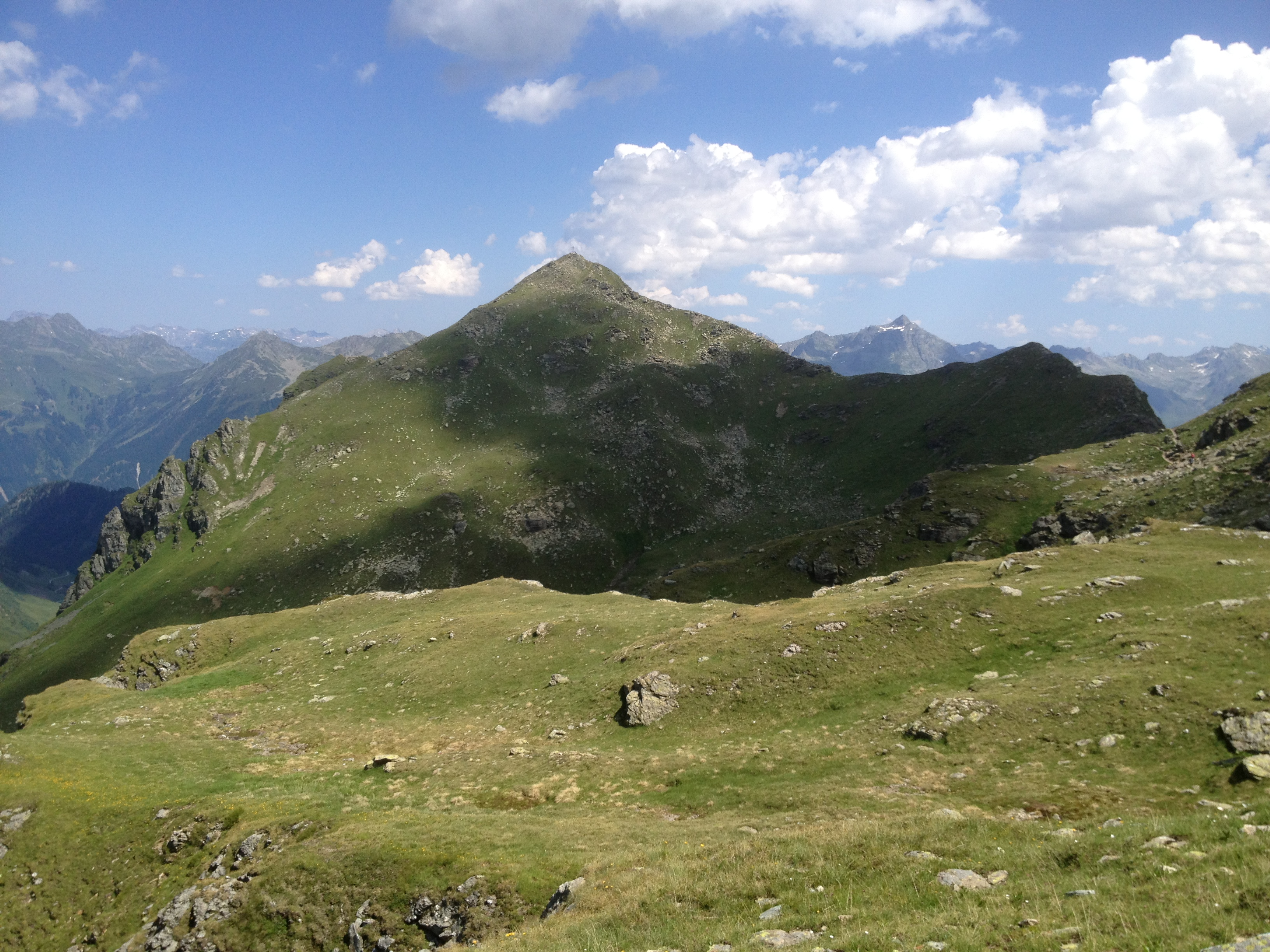

馬德里塞拉山（德語：Madrisella），是奧地利的山峰，位於該國西部，由福拉爾貝格州負責管轄，屬於錫爾夫雷塔阿爾卑斯山脈的一部分，海拔高度2,466米，每年平均降雨量1,367毫米。